# James McEwan
James Patrick McEwan (conocido como Jamie McEwan; Olney, 24 de septiembre de 1952–14 de junio de 2014) fue un deportista estadounidense que compitió en piragüismo en la modalidad de eslalon.
Participó en dos Juegos Olímpicos de Verano, obteniendo una medalla de bronce en Múnich 1972, en la prueba de C1, y el cuarto lugar en Barcelona 1992, en el C2. Ganó una medalla de plata en el Campeonato Mundial de Piragüismo en Eslalon de 1987, en la disciplina de C2 individual.

## Palmarés internacional
| Juegos Olímpicos   | Juegos Olímpicos              | Juegos Olímpicos  | Juegos Olímpicos |
| Año                | Lugar                         | Medalla           | Competición      |
| ------------------ | ----------------------------- | ----------------- | ---------------- |
| 1972               | Múnich (RFA)                  | Medalla de bronce | C1 individual    |
| Campeonato Mundial |                               |                   |                  |
| Año                | Lugar                         | Medalla           | Competición      |
| 1987               | Bourg-Saint-Maurice (Francia) | Medalla de plata  | C2 individual    |